# Kadushettihalli, Tiptur
Kadushettihalli là một làng thuộc tehsil Tiptur, huyện Tumkur, bang Karnataka, Ấn Độ.